# Водный булинь
Водный булинь — морской надёжный крепёжный временный узел. Является одной из многочисленных разновидностей классического булиня. Завязан более надёжным, чем классический булинь, путём добавления контрольного узла, в роли которого выступает полуштык вокруг ходового конца троса. Предназначен для использования в солёной морской воде (отчего и приобрёл своё название), после намокания легче развязывается, чем классический булинь, чему и способствует добавление полуштыка к узлу.

## Способ завязывания
Существуют несколько способов завязывания:
- Последовательный способ — начальный способ завязывания (на столе):

A — сделать пару разнонаправленных петель (выбленочный узел);

B — объединить петли вместе;

C — вставить ходовой конец троса внутрь петель снизу;

D — обернуть коренной конец троса ходовым снизу;

E — вставить ходовой конец троса внутрь петель сверху;

F — затянуть, одновременно потянув за коренной конец троса и сдвоенный ходовой с петлёй.
- Морской способ[4] — скорый (на руках):

1. Наложить ходовой конец троса на коренной, перекрестив.
2. Удерживая перекрестие, вывернуть его снизу внутрь петли вверх, образовав колы́шку, внутри которой расположен ходовой конец троса.
3. Повторить подобное выше на коренном конце троса.
4. Обнести коренной конец троса ходовым так, чтобы он вошёл в обе колышки сверху и оказался бы внутри петли.
5. Затянуть, одновременно потянув за коренной конец троса и сдвоенный ходовой с петлёй.

## Признаки
Плюсы

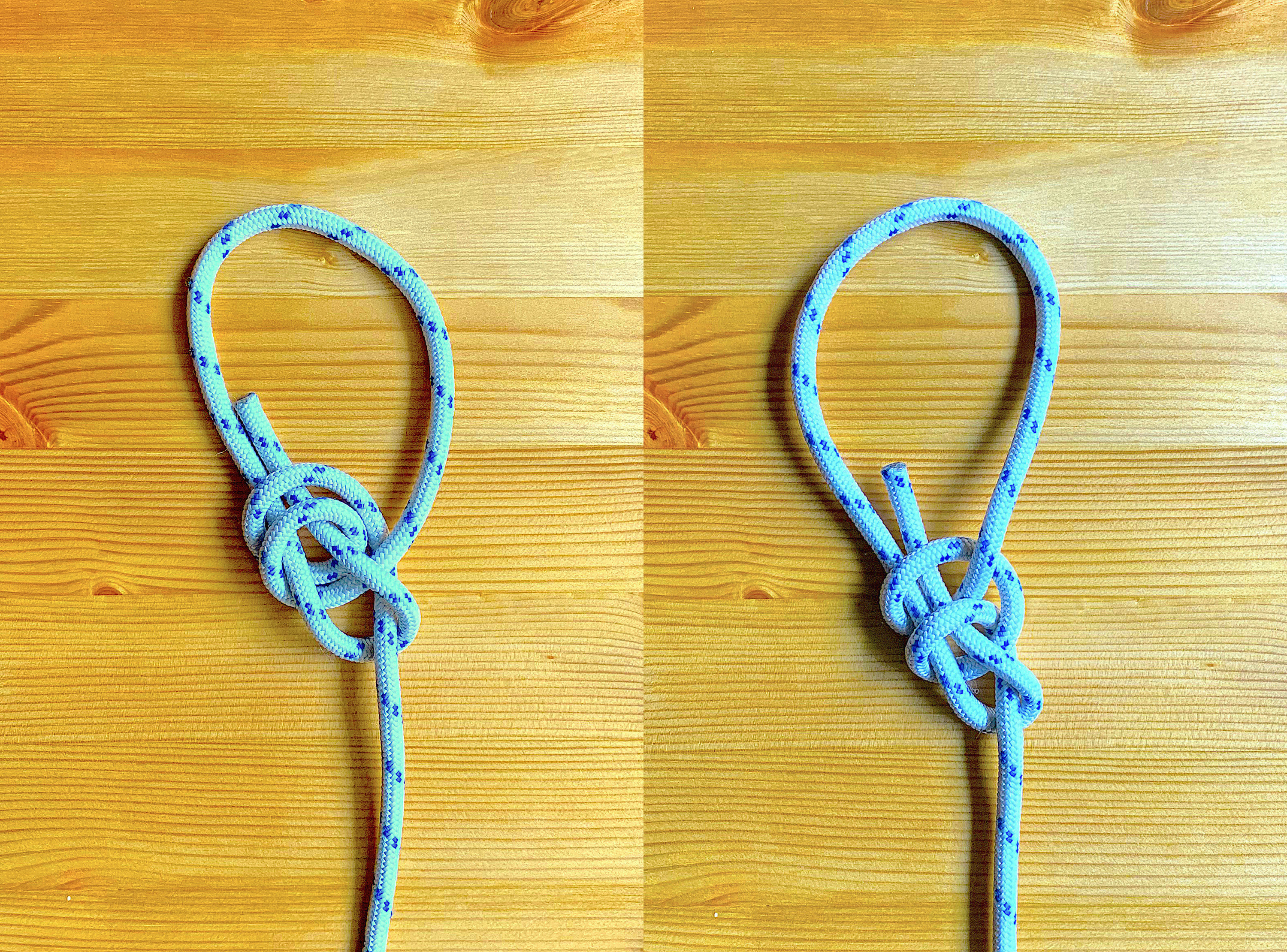
Справа — водный булинь,
слева — двойной булинь

- Сравнительно легче развязывать после приложенной нагрузки в солёной морской воде, чем классический булинь[1][2]
- Узел — надёжнее[1][2], чем классический булинь (контрольным узлом выступает полуштык, прикрепляющий ходовой конец троса к петле)

Минусы
- Сложнее и дольше завязывать, чем классический булинь
- Несколько способов завязывания
- Легко ошибиться при завязывании

## Применение
В морском деле
- В качестве швартового конца[2], или крепления выброски к огону швартового каната там, где трос обязательно намокнет в солёной морской воде, когда другой узел (выбленочный — «узел для сухой погоды») труднее развязывать

## Булини
- Беседочный узел
- Голландский булинь
- Полуторный булинь
- Водный булинь
- Двойной булинь
- Бегущий булинь
- Два встречных беседочных узла[фр.]
- Двойной беседочный узел
- Тройной булинь[англ.]
- Встречный булинь
- Двойной беседочный узел
- Португальский булинь
- Испанский булинь
- Казачий узел
- Калмыцкий узел
- Эскимосский булинь
- Односторонняя восьмёрка